# Grands Prix automobiles de la saison 1949
1948 1950
La saison de Grands Prix automobiles 1949 est la quatrième saison de Grands Prix après la Seconde Guerre mondiale et la dernière avant la création du Championnat du monde de Formule 1.

## Grands Prix de la saison

### Grandes Épreuves
| Grand Prix                    | Circuit           | Date         | Pilote vainqueur        | Constructeur vainqueur | Résultats |
| ----------------------------- | ----------------- | ------------ | ----------------------- | ---------------------- | --------- |
| Grand Prix de Grande-Bretagne | Silverstone       | 15 mai       | Emmanuel de Graffenried | Maserati               | Résultats |
| Grand Prix de Belgique        | Spa-Francorchamps | 19 juin      | Louis Rosier            | Talbot-Lago            | Résultats |
| Grand Prix de Suisse          | Bremgarten        | 3 juillet    | Alberto Ascari          | Ferrari                | Résultats |
| Grand Prix de France          | Reims-Gueux       | 17 juillet   | Louis Chiron            | Talbot-Lago            | Résultats |
| Grand Prix d'Italie           | Monza             | 11 septembre | Alberto Ascari          | Ferrari                | Résultats |

### Autres Grands Prix
| Grand Prix                                                 | Circuit            | Date         | Pilote vainqueur        | Constructeur vainqueur | Résultats |
| ---------------------------------------------------------- | ------------------ | ------------ | ----------------------- | ---------------------- | --------- |
| Grand Prix du Gal Juan Perón et de la Cité de Buenos Aires | Palermo            | 30 janvier   | Alberto Ascari          | Maserati               | Résultats |
| Grand Prix d'Eva Duarte Perón                              | Palermo            | 6 février    | Oscar Alfredo Gálvez    | Alfa Romeo             | Résultats |
| Grand Prix de Rosario                                      | Rosario            | 13 février   | Giuseppe Farina         | Ferrari                | Résultats |
| Grand Prix de Mar del Plata                                | Mar del Plata      | 27 février   | Juan Manuel Fangio      | Maserati               | Résultats |
| Grand Prix de Bell Ville                                   | Bell Ville         | 20 mars      | Oscar Alfredo Gálvez    | Alfa Romeo             | Résultats |
| Grand Prix d'Interlagos                                    | Interlagos         | 20 mars      | Luigi Villoresi         | Maserati               | Résultats |
| Grand Prix de Rio de Janeiro                               | Gávea              | 27 mars      | Luigi Villoresi         | Maserati               | Résultats |
| Grand Prix de San Remo                                     | San Remo           | 3 avril      | Juan Manuel Fangio      | Maserati               | Résultats |
| Grand Prix de Pau                                          | Pau                | 18 avril     | Juan Manuel Fangio      | Maserati               | Résultats |
| Richmond Trophy                                            | Goodwood           | 18 avril     | Reg Parnell             | Maserati               | Résultats |
| Grand Prix de Paris                                        | Montlhéry          | 24 avril     | Philippe Étancelin      | Talbot-Lago            | Résultats |
| Jersey Road Race                                           | Saint-Hélier       | 28 avril     | Bob Gerard              | ERA                    | Résultats |
| Grand Prix du Roussillon                                   | Perpignan          | 8 mai        | Juan Manuel Fangio      | Maserati               | Résultats |
| Grand Prix du Luxembourg                                   | Findel             | 15 mai       | Luigi Villoresi         | Ferrari                | Résultats |
| Grand Prix de Bruxelles                                    | Avenue Léopold III | 21 mai       | Luigi Villoresi         | Ferrari                | Résultats |
| Grand Prix de Marseille                                    | Parc Borély        | 22 mai       | Juan Manuel Fangio      | Simca-Gordini          | Résultats |
| Grand Prix de Suisse orientale                             | Erlen              | 22 mai       | Emmanuel de Graffenried | Maserati               | Résultats |
| British Empire Trophy                                      | Douglas            | 26 mai       | Bob Gerard              | ERA                    | Résultats |
| Grand Prix de Suède                                        | Skarpnäck          | 29 mai       | Prince Bira             | Maserati               | Résultats |
| Grand Prix des Frontières                                  | Chimay             | 5 juin       | Guy Mairesse            | Talbot-Lago            | Résultats |
| Grand Prix de l'Albigeois                                  | Albi               | 10 juillet   | Juan Manuel Fangio      | Maserati               | Résultats |
| Grand Prix de Zandvoort                                    | Zandvoort          | 31 juillet   | Luigi Villoresi         | Ferrari                | Résultats |
| Daily Express International Trophy                         | Silverstone        | 20 août      | Alberto Ascari          | Ferrari                | Résultats |
| Grand Prix de Lausanne                                     | Lausanne           | 27 août      | Giuseppe Farina         | Maserati               | Résultats |
| Goodwood Trophy                                            | Goodwood           | 17 septembre | Reg Parnell             | Maserati               | Résultats |
| Grand Prix d'Australie                                     | Leyburn            | 18 septembre | John Crouch             | Delahaye               | Résultats |
| Grand Prix de Tchécoslovaquie                              | Brno               | 25 septembre | Peter Whitehead         | Ferrari                | Résultats |
| Grand Prix du Salon                                        | Montlhéry          | 9 octobre    | Raymond Sommer          | Talbot-Lago            | Résultats |
| Grand Prix du Gal Juan Perón et de la Cité de Buenos Aires | Palermo            | 18 décembre  | Alberto Ascari          | Ferrari                | Résultats |

## Grands Prix nord-américains
Les courses se déroulant aux États-Unis sont regroupées au sein du Championnat américain organisées par l'Association américaine des automobilistes (AAA). Au total, 16 courses dont 14 comptant pour le classement final se déroulent cette année-là.
Johnnie Parsons remporte le championnat.

## Résultat du Grand Prix de Grande-Bretagne
| no | Pilote                  | Écurie                | Constructeur | Châssis               | Moteur        |
| -- | ----------------------- | --------------------- | ------------ | --------------------- | ------------- |
| 1  | Prince Bira             | Scuderia Platé        | Maserati     | Maserati 4CLT/48      | Maserati L4s  |
| 2  | Emmanuel de Graffenried | Scuderia Platé        | Maserati     | Maserati 4CLT/48      | Maserati L4s  |
| 3  | Tony Rolt               | Tony Rolt             | Alfa Romeo   | Alfa Romeo B          | Alfa Romeo L8 |
| 4  | Raymond Mays            | Tony Vandervell       | Ferrari      | Ferrari 125 Thin Wall | Ferrari V12s  |
| 5  | Bob Ansell              | Bob Ansell            | Maserati     | Maserati 4CM          | Maserati L4s  |
| 6  | Geoff Ansell            | Geoff Ansell          | ERA          | ERA Type B            | ERA L6s       |
| 7  | Bob Gerard              | Bob Gerard            | ERA          | ERA Type B            | ERA L6s       |
| 8  | David Hampshire         | David Hampshire       | ERA          | ERA Type B            | ERA L6s       |
| 9  | David Murray            | David Murray          | Maserati     | Maserati 4CL          | Maserati L4s  |
| 10 | Reg Parnell             | Scuderia Ambrosiana   | Maserati     | Maserati 4CLT/48      | Maserati L4s  |
| 11 | Fred Ashmore            | Scuderia Ambrosiana   | Maserati     | Maserati 4CLT/48      | Maserati L4s  |
| 12 | Luigi Villoresi         | Scuderia Ambrosiana   | Maserati     | Maserati 4CLT/48      | Maserati L4s  |
| 15 | Louis Chiron            | SFACS Écurie France   | Talbot-Lago  | Talbot-Lago T26C      | Talbot L6     |
| 16 | Louis Rosier            | Louis Rosier          | Talbot-Lago  | Talbot-Lago T26C      | Talbot L6     |
| 17 | Yves Giraud-Cabantous   | Yves Giraud-Cabantous | Talbot-Lago  | Talbot-Lago T26C      | Talbot L6     |
| 18 | George Abecassis        | George Abecassis      | Alta         | Alta GP               | Alta L4s      |
| 19 | Johnny Claes            | Écurie Belge          | Talbot-Lago  | Talbot-Lago T26C      | Talbot L6     |
| 20 | George Nixon            | George Nixon          | ERA          | ERA Type A            | ERA L6s       |
| 21 | Peter Whitehead         | Scuderia Ferrari      | Ferrari      | Ferrari 125           | Ferrari V12s  |
| 22 | Duncan Hamilton         | Duncan Hamilton       | Maserati     | Maserati 6CM          | Maserati L6s  |
| 24 | Philippe Étancelin      | Philippe Étancelin    | Talbot-Lago  | Talbot-Lago T26C      | Talbot L6     |
| 25 | Roy Salvadori           | Roy Salvadori         | Maserati     | Maserati 4CL          | Maserati L4s  |
| 26 | Antony Baring           | Antony Baring         | Maserati     | Maserati 4CL          | Maserati L4s  |
| 27 | John Bolster            | P. Bell               | ERA          | ERA Type B            | ERA L6s       |
| 28 | Peter Walker            | Peter Whitehead       | ERA          | ERA Type B            | ERA L6s       |
| 29 | Cuth Harrison           | Cuth Harrison         | ERA          | ERA Type B            | ERA L6s       |

## Résultat du Grand Prix de Belgique
| Pos  | N° | Pilote             | Écurie                     | Châssis          | Tours | Temps/Abandon     | Grille |
| ---- | -- | ------------------ | -------------------------- | ---------------- | ----- | ----------------- | ------ |
| 1    | 24 | Louis Rosier       | Automobiles Talbot-Darracq | Talbot-Lago T26C | 35    | 3 h 15 min 17 s 7 | 7      |
| 2    | 2  | Luigi Villoresi    | Scuderia Ferrari           | Ferrari 125      | 35    | + 53 s 1          | 1      |
| 3    | 4  | Alberto Ascari     | Scuderia Ferrari           | Ferrari 125      | 35    | + 4 min 10 s 7    | 8      |
| 4    | 6  | Peter Whitehead    | Privé                      | Ferrari 125      | 35    | + 5 min 17 s 9    | 5      |
| 5    | 28 | Johnny Claes       | Écurie Belge               | Talbot-Lago T26C | 34    | + 1 tour          | 12     |
| 6    | 14 | Fred Ashmore       | Scuderia Ambrosiana        | Maserati 4CLT/48 | 33    | + 2 tours         | 9      |
| 7    | 18 | Geoff Crossley     | Privé                      | Alta GP          | 30    | + 5 tours         | 14     |
| Abd. | 10 | Benedicto Campos   | Automovil Club Argentina   | Maserati 4CLT/48 | 20    | Pompe à huile     | 6      |
| Abd. | 20 | Philippe Étancelin | Automobiles Talbot-Darracq | Talbot-Lago T26C | 19    | Boîte de vitesses | 3      |
| Abd. | 26 | Guy Mairesse       | Automobiles Talbot-Darracq | Talbot-Lago T26C | 15    | Accident          | 11     |
| Abd. | 22 | Pierre Levegh      | Automobiles Talbot-Darracq | Talbot-Lago T26C | 10    | Mécanique         | 10     |
| Abd. | 12 | Giuseppe Farina    | "CSI"                      | Maserati 4CLT/48 | 8     | Accident          | 4      |
| Abd. | 16 | Reg Parnell        | Scuderia Ambrosiana        | Maserati 4CLT/48 | 7     | Embrayage         | 13     |
| Abd. | 8  | Juan Manuel Fangio | Automovil Club Argentina   | Maserati 4CLT/48 | 1     | Moteur            | 2      |

## Résultat du Grand Prix de Suisse
| Pos. | no | Pilote                  | Écurie                    | Châssis           | Tours | Temps/Abandon                   | Grille |
| ---- | -- | ----------------------- | ------------------------- | ----------------- | ----- | ------------------------------- | ------ |
| 1    | 30 | Alberto Ascari          | Scuderia Ferrari          | Ferrari 125       | 40    | 1 h 59 min 24 s 6 (146,06 km/h) | 3      |
| 2    | 34 | Luigi Villoresi         | Scuderia Ferrari          | Ferrari 125       | 40    | + 56 s 6                        |        |
| 3    | 18 | Raymond Sommer          | Privé                     | Talbot-Lago T26C  | 40    | + 1 min 6 s 7                   |        |
| 4    | 8  | Philippe Étancelin      | Privé                     | Talbot-Lago T26C  | 40    | + 1 min 43 s 3                  |        |
| 5    | 22 | Prince Bira             | Scuderia Enrico Platé     | Maserati 4CLT/48  | 40    | + 2 min 6 s 7                   | 2      |
| 6    | 16 | Louis Rosier            | Privé                     | Talbot-Lago T26C  | 40    | + 2 min 28 s 3                  |        |
| 7    | 46 | Emmanuel de Graffenried | Privé                     | Maserati 4CLT/48  | 39    | + 1 tour                        |        |
| 8    | 28 | Reg Parnell             | Scuderia Ambrosiana       | Maserati 4CLT/48  | 39    | + 1 tour                        |        |
| 9    | 36 | Peter Whitehead         | Scuderia Ferrari          | Ferrari 125       | 39    | + 1 tour                        |        |
| 10   | 14 | Pierre Levegh           | Privé                     | Talbot-Lago T26C  | 38    | + 2 tours                       |        |
| 11   | 50 | Fred Ashmore            | Scuderia Ambrosiana       | Maserati 4CLT/48  | 38    | + 2 tours                       |        |
| 12   | 12 | Georges Grignard        | Privé                     | Talbot-Lago T26C  | 38    | + 2 tours                       |        |
| 13   | 2  | Johnny Claes            | Écurie Belge              | Talbot-Lago T26C  | 38    | + 2 tours                       |        |
| 14   | 38 | Toni Branca             | Privé                     | Maserati 4CL      | 37    | + 3 tours                       |        |
| 15   | 44 | Rudi Fischer            | Privé                     | Simca-Gordini T11 | 36    | + 4 tours                       |        |
| 16   | 48 | Harry Schell            | Horschell Racing Corp     | Talbot-Lago T26C  | 34    | + 6 tours                       |        |
| 17   | 42 | Alfred Dattner          | Privé                     | Simca-Gordini T11 | 31    | + 9 tours                       |        |
| Abd. | 20 | Giuseppe Farina         | Privé                     | Maserati 4CLT/48  | 13    | Pression d'huile                | 1      |
| Abd. | 24 | Frank Séchehaye         | Scuderia Enrico Platé     | Maserati 4CL      | 10    | Boîte de vitesses               |        |
| Abd. | 26 | Clemente Biondetti      | Lubri-Loy/3-L Racing Team | Talbot-Lago 700   | 2     | Freins                          |        |

## Résultat du Grand Prix de France
| Pos. | no | Pilote                  | Écurie                        | Châssis          | Tours | Temps/Abandon     | Grille |
| ---- | -- | ----------------------- | ----------------------------- | ---------------- | ----- | ----------------- | ------ |
| 1    | 6  | Louis Chiron            | SFACS Écurie France           | Talbot-Lago T26C | 64    | 3 h 6 min 33 s 7  |        |
| 2    | 30 | Prince Bira             | Scuderia Enrico Platé         | Maserati 4CLT-48 | 64    | + 17 s 6          |        |
| 3    | 24 | Peter Whitehead         | Privé                         | Ferrari 125      | 64    | + 48 s 5          |        |
| 4    | 10 | Louis Rosier            | Privé                         | Talbot-Lago T26C | 64    | + 56 s 7          | 3      |
| 5    | 2  | Raymond Sommer          | Privé                         | Talbot-Lago T26C | 61    | + 3 tours         |        |
| 6    | 16 | Eugène Chaboud          | Écurie Lutetia                | Delahaye 135     | 58    | + 6 tours         |        |
| Nc.  | 14 | Georges Grignard        | Privé                         | Talbot-Lago T26C | 48    | Non classé        |        |
| Abd. | 12 | Pierre Levegh           | P. Bouillin                   | Talbot-Lago T26C | 39    | Mécanique         |        |
| Abd. | 36 | Benedicto Campos        | Squadra Argentina             | Maserati 4CLT-48 | 32    | Valve             |        |
| Abd. | 8  | Yves Giraud-Cabantous   | Privé                         | Talbot-Lago T26C | 30    | Moteur            |        |
| Abd. | 4  | Philippe Étancelin      | Privé                         | Talbot-Lago T26C | 26    | Moteur            |        |
| Abd. | 34 | Juan Manuel Fangio      | Squadra Argentina             | Maserati 4CLT-48 | 24    | Accélérateur      | 2      |
| Abd. | 38 | Reg Parnell             | Scuderia Ambrosiana           | Maserati 4CLT-48 | 21    | Moteur            |        |
| Abd. | 18 | George Abecassis        | HW Motors                     | Alta GP          | 17    | Boîte de vitesses |        |
| Abd. | 40 | David Murray            | Privé                         | Maserati 4CL     | 13    | Moteur            |        |
| Abd. | 28 | Giuseppe Farina         | Automobiles Talbot-Darracq SA | Maserati 4CLT-48 | 11    | Boîte de vitesses |        |
| Abd. | 20 | Luigi Villoresi         | Scuderia Ferrari              | Ferrari 125      | 4     | Freins            | 1      |
| Np.  | 22 | Alberto Ascari          | Scuderia Ferrari              | Ferrari 125      |       |                   |        |
| Np.  | 26 | Luigi Fagioli           | Luigi Platé                   | Talbot-Lago 700  |       |                   |        |
| Np.  | 32 | Emmanuel de Graffenried | Scuderia Enrico Platé         | Maserati 4CLT-48 |       |                   |        |

## Résultat du Grand Prix d'Italie
| Pos. | no | Pilote                  | Écurie      | Tours | Temps/Abandon     | Grille |
| ---- | -- | ----------------------- | ----------- | ----- | ----------------- | ------ |
| 1    | 8  | Alberto Ascari          | Ferrari     | 80    | 2 h 58 min 53 s 6 | 1      |
| 2    | 54 | Philippe Étancelin      | Talbot-Lago | 79    | + 1 tour          | 8      |
| 3    | 6  | Prince Bira             | Maserati    | 77    | + 3 tours         | 7      |
| 4    | 42 | Emmanuel de Graffenried | Maserati    | 76    | + 4 tours         | 6      |
| 5    | 40 | Raymond Sommer          | Ferrari     | 75    | + 5 tours         | 4      |
| 6    | 44 | Cuth Harrison           | ERA         | 75    | + 5 tours         | 15     |
| 7    | 52 | Piero Taruffi           | Maserati    | 64    | + 16 tours        | 24     |
| 8    | 50 | Johnny Claes            | Talbot-Lago | 62    | + 18 tours        | 16     |
| 9    | 30 | Henri Louveau           | Maserati    | 59    | + 21 tours        | 21     |
| Abd. | 2  | Benedicto Campos        | Maserati    | 55    | Bielle            | 5      |
| Abd. | 28 | Eugène Chaboud          | Delahaye    | 50    | Surchauffe        | 20     |
| Abd. | 10 | Louis Rosier            | Talbot-Lago | 49    | Moteur            | 10     |
| Abd. | 24 | David Murray            | Maserati    | 46    | Accident          | 17     |
| Abd. | 56 | Pierre Levegh           | Talbot-Lago | 33    | Essieu arrière    | 14     |
| Abd. | 32 | Franco Rol              | Maserati    | 30    | Moteur            | 11     |
| Abd. | 22 | Guy Mairesse            | Talbot-Lago | 28    | Accident          | 19     |
| Abd. | 34 | Luigi Villoresi         | Ferrari     | 26    | Boîte de vitesses | 2      |
| Abd. | 4  | Giuseppe Farina         | Maserati    | 16    | Moteur            | 3      |
| Abd. | 36 | Leslie Brooke           | Maserati    | 16    | Pompe à carburant | 23     |
| Abd. | 16 | Felice Bonetto          | Ferrari     | 14    | Joint de culasse  | 12     |
| Abd. | ?  | Peter Whitehead         | Ferrari     | 9     | Moteur            | 18     |
| Abd. | 20 | Reg Parnell             | Maserati    | 3     | Bielle            | 13     |
| Abd. | 26 | Clemente Biondetti      | Maserati    | 2     | Retrait           | 9      |
| Abd. | 14 | Nello Pagani            | Talbot-Lago | 1     | Moteur            | 22     |